# 亞達夫
亞達夫，是印度種姓制度中一個畜牧團體，主要生活在北印度，其中包括很多亞種姓如阿希爾，賈瓦拉和亞達夫，在印度很多邦也是其他落後階層(近乎賤民)。
傳統上亞達夫種姓以養牛為工作，正因為如此所以被排除在正式種姓制度之外。自十九世紀末和二十世紀初，在亞達夫運動一直在努力通過梵化，積極參與英印軍隊及經商改善其成員的社會地位和擴大經濟機會並積極參與政治。亞達夫領袖和知識分子往往專注於自己的聲稱來自亞都國王的血統，並從克里希納那里得到剎帝利地位。但一般印度教徒仍視之為首陀羅。